# Santino Quaranta
Pour les articles homonymes, voir Quaranta.
Santino Quaranta, né le 4 juillet 1983 à Baltimore (Maryland) est un joueur international américain de soccer jouant au poste d'attaquant.

## Carrière
Quaranta a été repêché en 2001 par le club du D.C. United, après s'être illustré avec l'équipe nationale des moins de 17 ans des États-Unis. À 16 ans et quatre mois, il devient le plus jeune joueur de la Major League Soccer ; un record appartenant auparavant à un autre joueur du D.C. United,, Bobby Convey, ce record sera battu quelque temps après par Freddy Adu. Quaranta fait une excellente première saison en disputant 16 rencontres et marquant 5 buts. Malheureusement, ses trois saisons suivantes sont marquées par de nombreuses blessures. Il revient en forme en 2005 en jouant 18 matchs pour cinq buts et cinq passes décisives.
Quaranta est transféré au Galaxy de Los Angeles le 9 août 2006. Pour sa première partie avec le club californien, il marque le seul but du match face au Dynamo de Houston. Le 30 juin 2007, il est de nouveau transféré mais cette fois-ci aux Red Bulls de New York. Il n'y dispute que trois matchs avant d'être laissé libre le 3 janvier 2008. Le 6 mars 2008, il retourne dans son premier club en signant avec le D.C. United.
Le 30 janvier 2012, il est vendu aux enchères en Inde en vue de participer à la première édition de la Bengal Premier League Soccer avec notamment Hernán Crespo et Fabio Cannavaro. Le championnat devait commencer le 25 février 2012 mais a été repoussé.

## Palmarès
- Vainqueur de la Gold Cup 2007 avec les États-Unis.